# Heinrich Wilhelm Olbers
Heinrich Wilhelm Olbers (Arbergen, 11 ottobre 1758 – Brema, 2 marzo 1840) è stato un medico tedesco, molto conosciuto per l'attività di astronomo amatoriale che gli permise di conseguire notevoli risultati, come ad esempio la scoperta di Pallade e Vesta, rispettivamente il secondo e il terzo più grande asteroide della fascia principale.

## Biografia
Olbers studiò medicina a Gottinga e, dopo aver completato gli studi nel 1780, esercitò la professione di medico a Brema fino al 1822. Durante la notte coltivava i suoi studi astronomici amatoriali, osservazioni che gli diedero grande fama e a cui si dedicò completamente negli ultimi anni di vita; attrezzò persino la parte superiore della sua casa come osservatorio astronomico.
Nel 1797 ideò un nuovo metodo per determinare l'orbita delle comete, usato ancora oggi; ne individuò diverse, tra le quali quella chiamata in seguito 13P/Olbers (periodo orbitale di 72,7 anni), che scoprì il 6 marzo 1815. Studiò la natura di questi corpi deducendo che la coda cometaria si origina dalle stesse particelle di cui è costituito il nucleo della cometa, espulse nel verso opposto alla direzione del Sole da una forza che oggi sappiamo essere la pressione del vento solare.
Teorizzò nel 1799 un metodo per calcolare la velocità delle "stelle cadenti", largamente utilizzato nel XIX secolo.
Nel 1802 scoprì e battezzò l'asteroide 2 Pallas e nel 1807 individuò 4 Vesta, lasciando sceglierne il nome a Carl Friedrich Gauss. Olbers ipotizzò che l'origine degli asteroidi fosse da ricercare nella frammentazione di un pianeta situato in origine fra Marte e Giove.
Fu un sostenitore dell'idea che la Luna fosse abitata da forme di vita.
Il cosiddetto "paradosso di Olbers" (sull'impossibilità di un cielo notturno buio in un universo infinito) prende il nome da lui, che ne propose una versione nel 1826.  Nel 1827 divenne membro onorario della Accademia Reale Svedese delle Scienze.

## Dediche
Sono stati battezzati in suo onore:
- La cometa 13P/Olbers.
- L'asteroide 1002 Olbersia, scoperto nel 1923.
- Il cratere Olbers sulla Luna.

## Opere

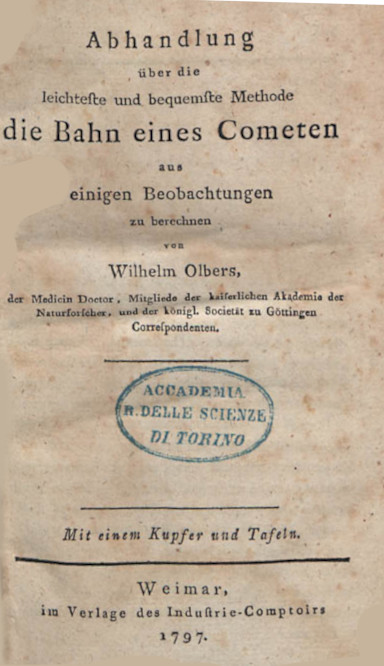
Abhandlung über die leichteste und bequemste Methode die Bahn eines Cometen zu berechnen, 1797

- (DE) Abhandlung über die leichteste und bequemste Methode die Bahn eines Cometen zu berechnen, Weimar, Industrie-Comptoir, 1797.